# این همان طوری است که احساس می‌شود
این همان طوری است که احساس می‌شود (انگلیسی: This Is What It Feels Like) دومین آلبوم چندآهنگه خواننده و ترانه‌سرای آمریکایی گریسی آبرامز است. در ۱۲ نوامبر ۲۰۲۱ از طریق اینترسکوپ رکوردز منتشر شد. این پروژه در درجه اول یک رکورد پاپ با تأثیرها پاپ اتاق خواب و پاپ مستقل است. آبرامز در نوشتن تمام آهنگ‌ها و به عنوان تهیه‌کننده در آهنگ «احساس می‌شود» که به‌عنوان تک‌آهنگ اصلی پروژه بود، همکاری کرد. تولید عمدتاً توسط آرون دسنر، جوئل لیتل و بلیک اسلتکین انجام شد.

## پیش‌زمینه
به جای این که این «تمام» به عنوان اولین آلبوم آبرامز منتشر شود، به عنوان یک «پروژه» در نظر گرفته می‌شود تا او بتواند قبل از انتشار «آلبوم اول» خود مشهورتر شود. " که برای اولین بار در آلبوم چندآهنگه کوچک او شنیده می‌شود.

## فهرسته ترانه‌ها
| فهرست ترانه‌های «این همان طوری است که احساس می‌شود» | فهرست ترانه‌های «این همان طوری است که احساس می‌شود» | فهرست ترانه‌های «این همان طوری است که احساس می‌شود»    | فهرست ترانه‌های «این همان طوری است که احساس می‌شود» | فهرست ترانه‌های «این همان طوری است که احساس می‌شود» |
| شماره                                             | نام                                               | نویسنده(ها)                                          | تهیه‌کننده(ها)                                     | مدت                                               |
| ------------------------------------------------- | ------------------------------------------------- | ---------------------------------------------------- | ------------------------------------------------- | ------------------------------------------------- |
| ۱.                                                | «احساس می‌شود»                                     | گریسی آبرامز بلیک اسلتکین عمر فدی                    | آبرامز اسلتکین کارتر لنگ                          | ۲:۳۲                                              |
| ۲.                                                | «راکلند»                                          | آبرامز آرون دسنر                                     | دسنر                                              | ۳:۳۷                                              |
| ۳.                                                | «این دفعه واقعاً»                                  | آبرامز جوئل لیتل سارا آرونز                          | جوئل لیتل                                         | ۳:۱۴                                              |
| ۴.                                                | «کمدن»                                            | آبرامز دسنر                                          | دسنر اسلتکین                                      | ۴:۰۶                                              |
| ۵.                                                | «پایان»                                           | آبرامز اسلتکین فدی بیلی والش                         | اسلتکین فدی                                       | ۳:۰۰                                              |
| ۶.                                                | «تفکر رؤیایی»                                     | آبرامز لیتل آرونز                                    | آبرامز لیتل آرونز                                 | ۲:۴۱                                              |
| ۷.                                                | «مسن‌تر (قدیمی‌تر)»                                 | آبرامز                                               | اسلتکین                                           | ۳:۰۷                                              |
| ۸.                                                | «بهتر»                                            | آبرامز لیتل آرونز                                    | لیتل                                              | ۲:۵۱                                              |
| ۹.                                                | «سخت خوابیدن»                                     | آبرامز دسنر                                          | دسنر                                              | ۴:۱۵                                              |
| ۱۰.                                               | «آگستا»                                           | آبرامز دسنر                                          | دسنر                                              | ۳:۵۸                                              |
| ۱۱.                                               | «داروهای مسکن»                                    | آبرامز                                               | اسلتکین                                           | ۲:۰۵                                              |
| ۱۲.                                               | «بسیار خب»                                        | آبرامز اسلتکین جرمی فیلیپ فلتون میک اسکالتز کیث جیمز | اسلتکین                                           | ۲:۲۴                                              |
| مجموع مدت:                                        | مجموع مدت:                                        | مجموع مدت:                                           | مجموع مدت:                                        | ۳۷:۵۰                                             |

## دست‌اندرکاران
- گریسی آبرامز - آواز اصلی (تمام ترانه‌ها), نویسندگی (تمام ترانه‌ها), تهیه کنندگی (۱)
- بلیک اسلتکین - تهیه کنندگی (۱٫۵٫۷٫۱۱٫۱۲)، تهیه‌کننده اجرایی (۱۲), آواز اضافی (۱), نویسندگی (۱٫۵٫۱۲), بیس (۱), گیتار، برنامه‌نویسی (۱)
- آرون دسنر - تهیه کنندگی (۱۰٫۹٫۴٫۲)، نویسندگی (۱۰٫۹٫۴٫۲)، گیتار آکوستیک (۱۰٫۴٫۲)، گیتار بیس (۱۰٫۲)، درام مشین (۹٫۴٫۲)، برنامه‌نویسی درام (۹٫۴٫۲)، گیتار الکتریک (۴٫۲)، پرکاشن (۱۰٫۴٫۲)، پیانو (۹٫۴٫۲)، سینث‌سایزر (۹٫۴٫۲)، کیبورد (۹٫۴)
- جوئل لیتل - تهیه کنندگی (۳٫۶٫۸)، نویسندگی (۳٫۶٫۸)، بیس (۶٫۸)، گیتار (۶), کیبورد (۶٫۸)، سینث‌سایزر (۶٫۸)
- عمر فدی - تهیه کنندگی (۶)، نویسندگی (۱٫۵)، گیتار (۱)
- کارتر لنگ - تهیه کنندگی (۱)، بیس (۱)، برنامه‌نویسی (۱)
- میک اسکالتز - تهیه‌کننده مشترک (۱۲)
- برایس دسنر - ارکستراسیون (۱۰٫۹٫۴٫۲)
- بنجامین لنز - سینث‌سایزر (۲٫۴٫۹٫۱۰)
- یوکی نوماتا رسنیک - ویولن (۱۰٫۹٫۴٫۲)
- کلاریس جنسن - ویولن سل (۱۰٫۹٫۴٫۲)
- جیمز مک‌آلیستر - درام ماشین (۲)، برنامه‌نویسی درام (۲)، سینث‌سایزر (۲)
- راین اولسن - درام ماشین (۹٫۴٫۲)
- جیمز کریوچنیا - درامز (۲)، پرکاشن (۲)
- راب ماوس - ویولا (۷)، ویولن (۷)
- سین هرلی - بیس الکتریک (۱۲)

## تاریخچه انتشار
| منطقه | تاریخ          | فرمت(ها)              | ناشر             |
| ----- | -------------- | --------------------- | ---------------- |
| مختلف | ۱۲ نوامبر ۲۰۲۱ | واینل دانلود دیجیتالی | اینترسکوپ رکوردز |

## تور
برای حمایت از این آلبوم، آبرامز تور «این همان طوری است که احساس می‌شود» را برنامه‌ریزی کرد. این تور آمریکای شمالی و اروپا را با ۳۵ تاریخ پوشش می‌دهد. در ۲ فوریه ۲۰۲۲ در سالت لیک سیتی آغاز شد و در ۳۱ مه ۲۰۲۲ در استکهلم به پایان رسید. نمایش‌های او در تورنتو در ۲۷ اکتبر و مونترال در ۲۸ اکتبر لغو شد. آبرامز همراه با تور سرفصل خود، برای اولیویا رودریگو در تور ترش برای تاریخ‌های انتخابی اجرا کرد، جایی که او آهنگ‌هایی را که در این پروژه وجود داشت خواند.